# 华容南站
华容南站，位于中华人民共和国湖北省鄂州市华容区蒲团乡，是武黄城际铁路上的火车站，于2014年6月18日启用，由武汉铁路局管辖。

## 歷史
- 于2014年6月18日启用。

## 外部連結
- 中国铁路客户服务中心（页面存档备份，存于）